# Österreichische Judo-Damen-Mannschaftsmeisterschaft 2001
Die Österreichische Judo-Damen-Mannschaftsmeisterschaft 2001 ermittelte zum 20. Mal den Österreichischen Mannschaftsmeisters im Judo. Sie wurde vom Österreichischen Judoverband ausgetragen. Sieger war zum 10. Mal der Vereinsgeschichte der JGV Wien.

## Tabelle
| Position | Mannschaft      | Ort               | Bundesland     | Quelle |
| -------- | --------------- | ----------------- | -------------- | ------ |
| 1        | JGV Wien        | Wien              | Wien           | [ 2 ]  |
| 2        | UJZ Mühlviertel | Niederwaldkirchen | Oberösterreich | [ 3 ]  |
| 3        | PSV Salzburg    | Salzburg          | Salzburg       | [ 3 ]  |

Legende: S = Siege, N = Niederlagen, U = Unentschieden, UBW = Unterbewertung
Stand: 2025-03-15

## Begegnungen
| Datum         | Ort               | Mannschaft 1    | Mannschaft 2    | Siege 1 | Siege 2 | Quelle |
| ------------- | ----------------- | --------------- | --------------- | ------- | ------- | ------ |
| Dezember 2001 | Wiener Budocenter | UJZ Mühlviertel | JGV Wien        | 3       | 2       | [ 3 ]  |
| Dezember 2001 | Wiener Budocenter | PSV Salzburg    | UJZ Mühlviertel | 3       | 2       | [ 3 ]  |
| Dezember 2001 | Wiener Budocenter | JGV Wien        | PSV Salzburg    | 5       | 0       | [ 3 ]  |